# Jim Crow-wetten

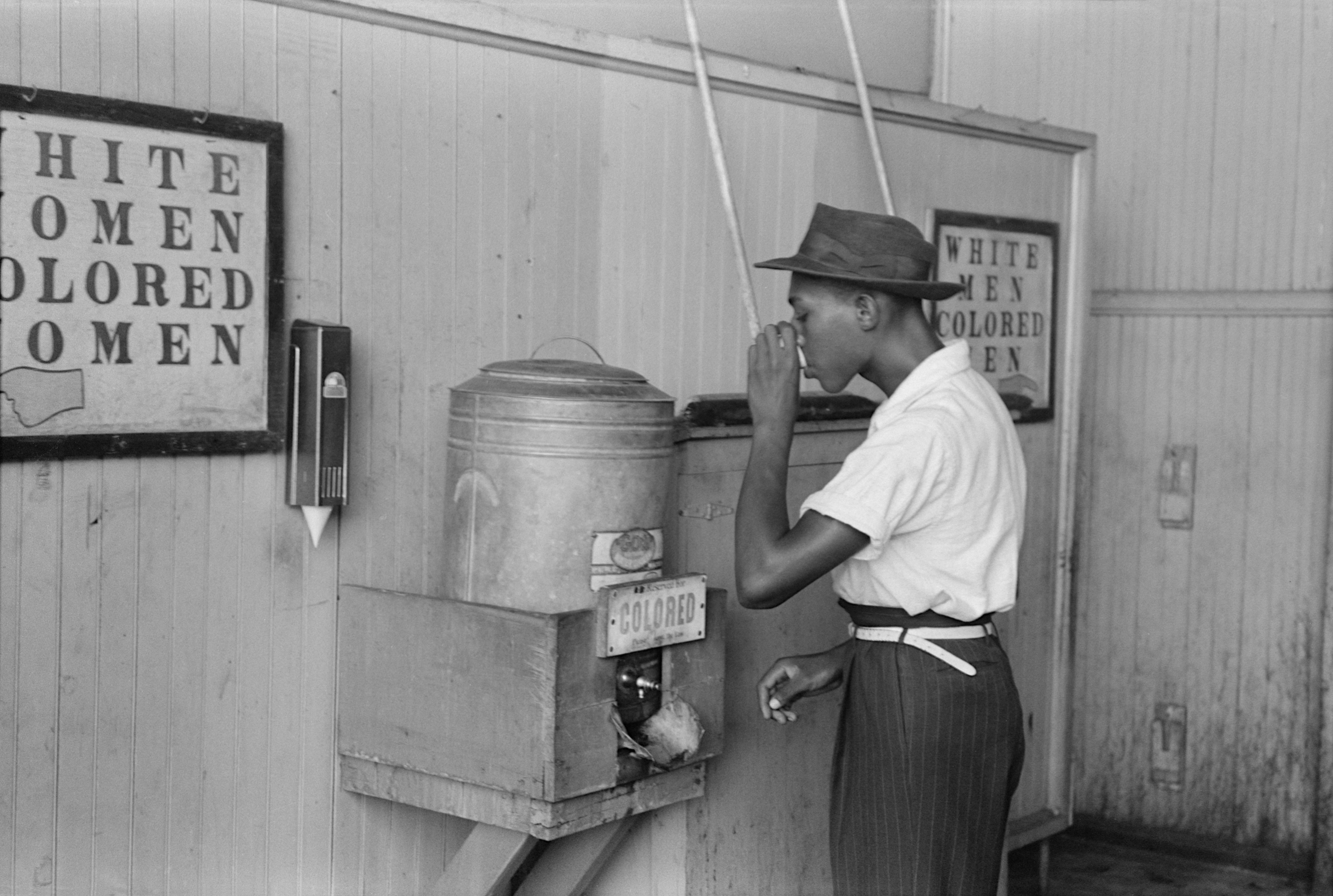
Zwarte Amerikanen dienden ergens anders te gaan drinken dan blanke Amerikanen.

De Jim Crow-wetten, ook wel segregatiewetten genoemd, waren wetten tussen 1880 en 1965 in de Verenigde Staten van Amerika die rassenscheiding oplegden op lokaal en deelstaatniveau. De wetgeving was erop gericht zwarte Amerikanen gescheiden te houden van de blanke burgers in de publieke instellingen en hen het door de federale grondwet gegarandeerde stemrecht te onthouden. Deze wetten kwamen tot stand in de voormalige geconfedereerde staten, die toen gedomineerd werden door de zuidelijke blanke Democraten en bleven van kracht tot in 1965.

## Voorgeschiedenis
Na de beëindiging van de Amerikaanse Burgeroorlog in 1865 kondigde de federale overheid een periode van Reconstructie af. Een aantal Zuidelijke Staten introduceerde hierop wetten, die te boek staan als de Black Codes. Deze wetgeving beperkte de burgerrechten van Afro-Amerikanen, met name van voormalige slaven. Tijdens deze periode probeerde de federale overheid de rechten van Afro-Amerikanen, die werden vastgelegd in het 13e, 14e en 15e amendement van de Amerikaanse Grondwet, te waarborgen. Deze amendementen verboden slavernij en discriminatie en verplichtten deelstaten om zwarten als de gelijken van blanken te behandelen en maakten voorlopig een einde aan de discriminatie door de Black Codes. Vanaf 1870 werd door de Equal rights clause bij het XIVe amendement geen discriminatie op basis van kleur of ras meer toegestaan. De wederopbouw door de federale overheid eindigde in 1877 met het terugtrekken van de meeste federale bezettingstroepen uit de Zuidelijke Staten.

## Invoering Jim Crow-wetten
Na de terugtrekking van de bezettingstroepen bracht een revanchistische blanke elite een aantal wetten tot stand die discriminatie door zowel de lokale overheid als burgers opnieuw legaliseerde.
Alhoewel de federale grondwet geen discriminatie meer toestond, dekte het Federale Hooggerechtshof in Washington D.C. in 1896 formeel deze ontwikkeling in de uitspraak Plessy v. Ferguson, zolang de staten maar zorgden voor gelijkwaardige faciliteiten onder de noemer separate but equal (gescheiden maar gelijk). Voorzieningen voor zwarte Amerikanen waren in de praktijk duidelijk van een lagere kwaliteit en meestal ondergefinancierd, vergeleken met die voor hun blanke medeburgers; soms waren er zelfs helemaal geen voorzieningen.
Openbaar onderwijs was in de Zuidelijke Staten al gescheiden sinds de burgeroorlog. Dit werd later uitgebreid naar diverse overheidsvoorzieningen en naar transport, eerst in treinen, later in bussen. Jim Crow-wetten, die in Florida zelfs deel uitmaakten van de grondwet van deze staat, regelden segregatie in openbare scholen, publieke ruimten en openbaar vervoer. Er kwamen ook gescheiden toiletten, restaurants en drinkwaterfonteinen voor blanken en zwarten. In Louisiana werd door de verschillende parishes in de jaren 1870-1880 wetgeving uitgevaardigd vergelijkbaar met de Black Codes die waren ingevoerd in de 18e eeuw in Louisiana. Er werd opgelegd welke handelszaken zwarten mochten openen, op welke tijdstippen ze zich in het stadscentrum mochten begeven, er kwamen algemene samenscholingsverboden voor zwarten en blanken kregen politionele bevoegdheid over zwarten wanneer er geen politie aanwezig was.
Deze wetgeving institutionaliseerde de economische, opleidings- en sociale ongelijkheid op basis van huidskleur. Segregatie door wetgeving bestond vooral in het zuiden van de Verenigde Staten, de discriminatie in het noorden was in zijn algemeenheid niet zo formeel, maar evenzeer reëel: segregatie op de woningmarkt door privé-afspraken in woonwijken, praktijken bij het toestaan van leningen door de bankwereld, discriminatie in het uitgaansleven, op en rond de werkvloer, waarbij ook racistische opvattingen van bepaalde vakbonden bepalend waren.
Afro-Amerikanen moesten bijvoorbeeld een alfabetisme-test afleggen voordat ze geregistreerd konden worden om te mogen stemmen. Een andere veelgebruikte voorwaarde was om de complete grondwet en de Amerikaanse Onafhankelijkheidsverklaring uit het hoofd te kunnen opzeggen.

## Afschaffing
In 1915 besliste een meerderheid in de zaak Guinn versus de Verenigde Staten dat een wet die sommige zwarten pertinent het stemrecht onthield in Oklahoma ongeldig was; desondanks konden veel zwarten in het zuiden niet stemmen tot in de jaren 1960. In de zaak Buchanan versus Warley (1917) bepaalde het hof dat men in Kentucky niet het recht had om gesegregeerde woonfaciliteiten verplicht te maken. Het echte vonnis dat rassenscheiding een schending vormde van de grondwet kwam in 1954 in Brown versus Board of Education, toen men bepaalde dat segregatie op openbare scholen afgeschaft moest worden. Samen met de zaken NAACP versus Alabama en Boynton versus Virginia in respectievelijk 1958 en 1960 werd de discriminatie door Jim Crow-wetten steeds verder afgebouwd.
In 1964 werden de Jim Crow-wetten onwettig met de invoering van de Civil Rights Act of 1964 (CRA). In werking getreden op 2 juli 1964, was CRA een mijlpaal in de federale wetgeving van de Verenigde Staten die de belangrijkste vormen van discriminatie van Afro-Amerikanen en vrouwen verbood, met inbegrip van rassensegregatie. De wet maakte een einde aan de ongelijke eisen voor kiezersregistratie en aan rassenscheiding op alle scholen, op het werk en door publieke diensten.
De Voting Rights Act (VRA) van 1965 is een mijlpaal in de federale wetgeving in de Verenigde Staten die rassendiscriminatie bij het stemmen verbiedt. De wet trad in werking na ondertekening door president Lyndon B. Johnson op 6 augustus 1965 en het congres veranderde later de VRA vijf keer met amendementen om zijn bescherming uit te breiden. De wet was ontworpen om de stemrechten ook praktisch te garanderen, die formeel gezien reeds gewaarborgd werden door het veertiende en vijftiende amendement van de grondwet van de Verenigde Staten. Zo verzekerde de Voting Rights Act het recht om te stemmen voor raciale minderheden in het hele land, vooral in het zuiden. Volgens het United States Department of Justice wordt deze wet beschouwd als het meest effectieve stuk federale burgerrechtenwetgeving dat ooit in het land is aangenomen. Voorafgaand aan deze wetten waren in veel zuidoostelijke staten boycots en demonstraties gehouden door de burgerrechtenbeweging, gestimuleerd door mensen als Rosa Parks en Martin Luther King.

## Etymologie
Jim Crow is een verwijzing naar het minstrelshowpersonage Jim Crow, een minachtende karikatuur van een zwarte slaaf. De uitdrukking Jim Crow-wetten werd voor het eerst gebruikt in 1892. The New York Times plaatste die toen in de titel van een artikel over het invoeren van gescheiden spoorwegrijtuigen door de zuidelijke staat Louisiana.